# Theridion porphyreticum
Theridion porphyreticum là một loài nhện trong họ Theridiidae.
Loài này thuộc chi Theridion. Theridion porphyreticum được Arthur T. Urquhart. miêu tả năm 1889.